# Inca
El inca o sapa inca (en castellano colonial: ynga, çapa ynga; en quechua: inka, sapa inka; de etimología controvertida) fue el soberano del Imperio incaico, cuyo dominio se extendió inicialmente al curacazgo del Cuzco y luego al Tahuantinsuyo, entidad política que existió en el occidente de América del Sur desde el siglo xiii hasta el siglo xvi. 
El primer sinchi cuzqueño en utilizar el título de «sapa inca» fue Inca Roca, fundador de la dinastía Hanan Cuzco. El último inca en gobernar de manera independiente fue Atahualpa. Tras la conquista española se siguió nombrando incas titulares durante un breve tiempo. Y posteriormente, el título fue empleado por los jefes de la resistencia contra los españoles, como Manco Inca o Túpac Amaru I, quienes son conocidos como los incas de Vilcabamba.

El centro del imperio, y residencia de los incas, se encontraba en Cuzco. Los miembros de la sociedad incaica consideraban que sus gobernantes eran descendientes y sucesores de Manco Cápac, el fundador mitológico y héroe cultural que (según el punto de vista incaico) introdujo la vida civilizada en los Andes, y en quien apoyaba su legitimidad el régimen político incaico. De acuerdo con los cronistas de Indias y los testimonios de algunos conquistadores españoles como Francisco Pizarro, el poder del Inca era absoluto; por ello era poseedor no solo de las tierras del Tahuantinsuyo, sino de todo aquello que se encontraba dentro de sus límites, incluyendo las vidas de sus súbditos. Tras aproximadamente un siglo de existencia, el Tahuantinsuyo inició su desaparición con la llegada de los europeos.

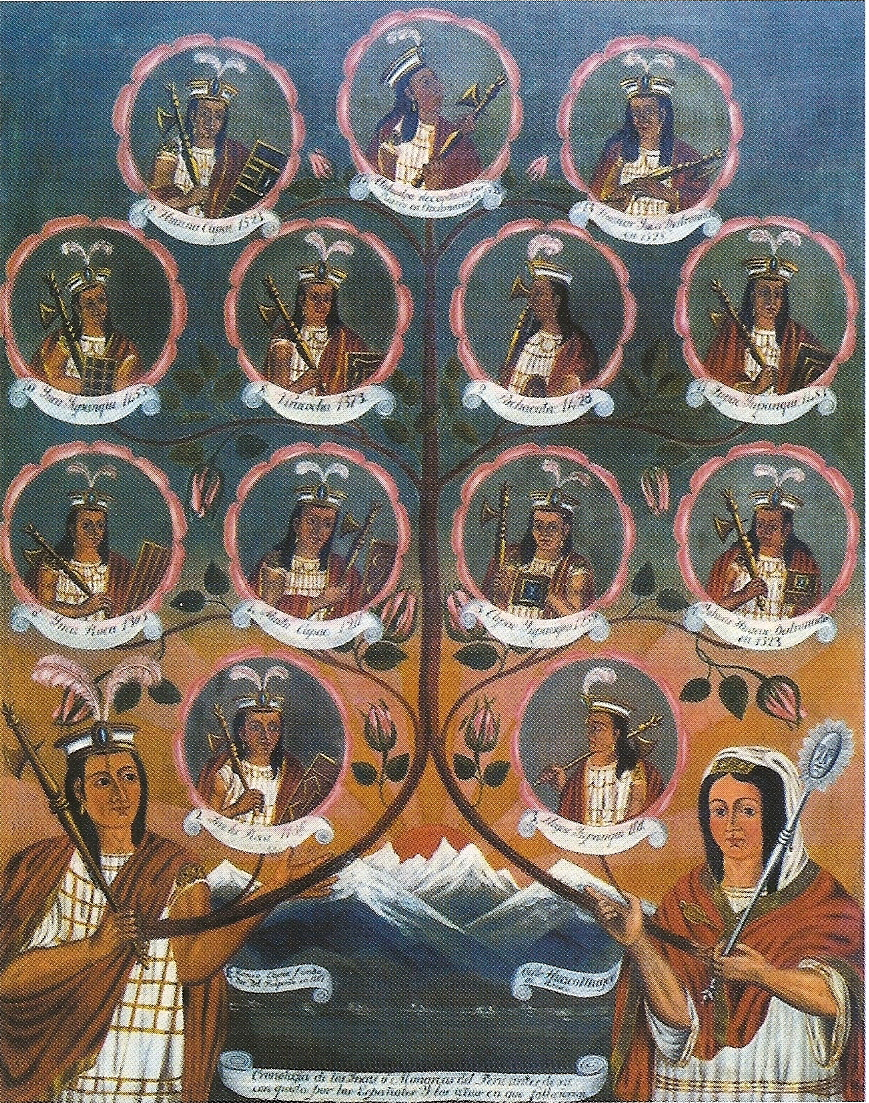
Cuadro cusqueño del siglo con los linajes incas mentados por las crónicas coloniales y su relación con las reinas reales del Cuzco, que esconden tras de sí una compleja representación de la organización social incaica.

## Etimología
Las fuentes tempranas, previas al Tercer Concilio Limense de 1583, escriben todas ⟨ynga⟩ o ⟨inga⟩. La escritura con la letra ⟨g⟩ refleja una consonante sonora, tal como ocurre con otros quechuismos tempranos como cóndor, tambo o yunga. Esta evidencia ha llevado a atribuir a la lengua general quechua de ese siglo una regla de sonorización de consonantes oclusivas después de una consonante nasal, rasgo hoy ausente en el quechua sureño pero presente en dialectos como el ecuatoriano. La reconstrucción de la pronunciación original en quechua del término es materia de polémica en tanto se debate si esa letra ⟨g⟩ corresponde a una consonante velar /k/ o a una consonante uvular /q/. Más tarde, el Tercer Concilio Limense, tomando como modelo el quechua cuzqueño, en un intento de corregir "corrupciones" de la lengua quechua, revierte la sonorización y cambia la transcripción a ⟨ynca ~ inca⟩, cambio ortográfico que será popularizado también por los Comentarios reales del Inca Garcilaso de la Vega.
Los cronistas más tempranos, como Pedro Sancho de la Hoz reportan que los conquistadores se refirieron al inca primero como el Cuzco. Las fuentes posteriores, más informadas, incluyen formas como ⟨çapa ynga⟩ o ⟨capac ynga⟩.
Los principales diccionarios contemporáneos del español definen inca primariamente como etnónimo para referir indistintamente a todos los miembros de la civilización incaica. Sin embargo, históricamente es claro que este uso es derivado. En la lengua general quechua del siglo XVI el término inga parece haber denotado o exclusivamente al gobernante del imperio incaico, o a la nobleza del imperio, o a un grupo social muy específico. El término no aparece definido en el primer diccionario quechua de Domingo de Santo Tomás de 1560, y aparece con la única glosa de "nombre de los Reyes desta tierra" en el Anónimo de 1586 y en el de Diego González Holguín de 1608. La primera glosa es un poco anterior, sin embargo, pues la ofrece Juan de Betanzos en su manuscrito de 1551:

Ynga dize propiamente Rey y ansí llaman a todos los orejones del cuzco e a cada vno de ellos y para diferençiar d[e]llos al ynga llamanle çapa ynga [...] quando le quieren hablar que dize solo Rey y quando le quieren dar mayor ditado que rey llamanle capac
Juan de Betanzos, Suma y Narración de los Incas [1551], parte I, cap. xxvii, ff. 64v-65r.

En cuando a capac, las fuentes tempranas lo glosan como 'rey o emperador' (Domingo de Santo Tomás); 'mancebo rico' o 'mucho más que rey' (Juan de Betanzos), o como 'rey, rico, poderoso, ilustre' (Anónimo, 1586).
Todos estos términos son materia de investigación etimológica entre los especialistas para intentar determinar su étimo y su lengua de procedencia. Para el caso de inga, el lingüista Alfredo Torero propuso que */inka/ derivaría por metátesis del término ⟨yanqui⟩ o ⟨yamque⟩ *yamki, «nombre venerado aplicado por los collahuas a los caciques principales». Por su parte, el lingüista huancaíno Rodolfo Cerrón-Palomino, a partir de considerar que el término inqa ~ inqaychu ‘especie de amuleto’ del quechua cuzqueño moderno sería un cognado de inga, reconstruye el término con su significado de 'rey' como */inqa/ [eɴɢɑ] y lo atribuye originalmente al idioma puquina. En contraste, el lingüista francés César Itier reconstruye */inka/ [ɪnga], lo emparenta con el sufijo distributivo -nka, y le adjudica un origen propiamente quechua. A juicio de este último, */inka/ y -nka compartirían la noción original de 'separación', y, en el momento inmediatamente anterior a la conquista, el término habría designado no a un grupo social como la nobleza sino a «hombres que, por su condición de guerreros conquistadores, eran considerados como "apartados" o "separados" del común de los productores». Igualmente, respecto de capac /qhapaq/, se ha propuesto una filiación originalmente puquina del término.
Una polémica similar ocurre respecto de las interpretaciones de sapa inga o sapan inga (en ortografía quechua contemporánea: sapa(n) inka). Siguiendo al mismo Betanzos, quien identifica el modificador quechua sapa 'solo, único', la interpretación más común entre los historiadores ha sido interpretar el compuesto como 'el único rey'. Itier ratifica la identificación betanciana del término quechua, pero en consonancia con su interpretación de inga, interpreta el compuesto como 'el inca aparte'. Cerrón-Palomino, en cambio, considera más plausible identificar el adjetivo aimara sapʼa 'bueno, sano', consignado por Ludovico Bertonio, término que a su vez sería prestado del puquina.

## Sociedad incaica
En el Cuzco en 1589, el último sobreviviente de los conquistadores españoles del Perú, Mancio Serra de Leguisamo, escribió en el preámbulo de su testamento lo siguiente:

Encontramos estos reinos en tal buen orden, y decían que los incas los gobernaban en tal sabia manera que entre ellos no había un ladrón, ni un vicioso, ni tampoco un adúltero, ni tampoco se admitía entre ellos a una mala mujer, ni había personas inmorales. Los hombres tienen ocupaciones útiles y honestas. Las tierras, bosques, minas, pastos, casas y todas las clases de productos eran regularizadas y distribuidas de tal manera que cada uno conocía su propiedad sin que otra persona la tomara o la ocupara, ni había demandas respecto a ello... el motivo que me obliga a hacer estas declaraciones es la liberación de mi conciencia, ya que me encuentro a mí mismo culpable. Porque hemos destruido con nuestro malvado ejemplo, las personas que tenían tal gobierno que era disfrutado por sus nativos. Eran tan libres del encarcelamiento o de los crímenes o los excesos, hombres y mujeres por igual, que el indio que tenía 100,000 pesos de valor en oro la dejaba abierta meramente dejando un pequeño palo contra la puerta, como señal de que su amo estaba fuera. Con eso, de acuerdo a sus costumbres, ninguno podía entrar o llevarse algo que estuviera allí. Cuando vieron que pusimos cerraduras y llaves en nuestras puertas, supusieron que era por miedo a ellos, que tal vez no nos matarían, pero no porque creyeran que alguno pudiera robar la propiedad del otro. Así que cuando descubrieron que teníamos ladrones entre nosotros, y hombres que buscaban hacer que sus hijas cometieran pecados, nos despreciaron.

## Elección del inca
Las crónicas identifican al inca como el gobernante supremo a semejanza de los reyes europeos en la Edad Media. Sin embargo, el acceso a este cargo no tenía que ver con la herencia al hijo mayor, sino con la elección de los dioses mediante unas pruebas muy rigurosas, a las que se sometían las aptitudes físicas y morales del pretendiente. Tales pruebas se acompañaban de un complejo ritual a través del cual el dios Inti nominaba a quien debía asumir el cargo inca. El dios Inti, si estaba de acuerdo, le daba el poder de la lluvia al futuro inca. Con el tiempo, los incas nombraban como cogobernante a su hijo predilecto con la intención de asegurar su sucesión, por ejemplo, Huiracocha Inca asociando al trono a Inca Urco.

## Funciones
El inca acumulaba en su persona la dirección política, social, militar y económica del Estado. Ellos ordenaban y dirigían la construcción de las grandes obras de ingeniería, como Sacsayhuamán, fortaleza que tomó 50 años en terminarse; o cuál era el plan urbanístico de las ciudades. Pero su obra más importante fue la red de caminos que surcaba todo el imperio y permitía un rápido viaje para administradores, mensajeros y ejércitos provistos de puentes colgantes y tambos. Debían siempre estar abastecidos y bien cuidados. Fundaban colonias militares para expandir su cultura y control y asegurar el mantenimiento de dicha red. En Cuzco eran también curacas, a cargo de los caminos y limpieza de canales de regadío.
A nivel religioso, promovieron el culto a Inti, considerado el padre del inca, u organizaban el calendario, señalando los días de fiestas y sacrificios. A nivel político, enviaban inspectores para fiscalizar la lealtad y eficiencia de los funcionarios. Los monarcas promovieron un gobierno unificado y descentralizado donde el Cuzco actuaba como eje articulador de las distintas regiones suyos. Nombraban gobernadores de suma confianza. En el plano económico, decidían cuánto debía tributar cada provincia según sus recursos. Sabían ganarse a los curacas para asegurar el control de las comunidades. Estos eran los intermediarios mediante los que recolectaban tributos.
El sapa inca debía ser un guerrero. Por tradición cada vez que uno moría, su sucesor era desheredado porque las tierras, casas y siervos de su padre pasaban a sus demás hijos. El nuevo soberano debía conseguir tierras y botín para legar a sus propios descendientes, produciéndose un proceso perpetuo de expansión territorial. Cada vez que sometían un pueblo exigían al líder vencido entregar parte de sus tierras para seguir al mando.

## Símbolos de distinción

La mascapaicha era el único símbolo de poder que otorgaba al sapa inca los títulos de «gobernador del Cuzco» e «inca del Tahuantinsuyo» (este último a partir de Pachacuti), a modo de corona.

El inca era divinizado, tanto en sus acciones como sus emblemas. En público portaba el topayauri (cetro), ushno (trono áureo), suntur páucar (pica emplumada) y la mascapaicha. En ceremonias religiosas le acompañaba una llama blanca (considerada sagrada), la napa, cubierta con una gualdrapa roja y adornada con orejeras de oro. Además se habla de que portaban el llauto.

## Un ser sagrado
Era considerado una divinidad y representante del Estado. Llamado «hijo del Sol» (en quechua: Intip churin) y «benefactor de los pobres» (en quechua: wakcha khuyaq) Viajaba sentado en un trono de madera llevado por cargadores de andas (ushnu) porque, como dios, no podía caminar. Siempre iba acompañado de sus sirvientes. Cambiaba sus ropas cuatro veces por jornada, era servido por su hermana y jóvenes nobles, solía comer en soledad o acompañado por su hijo preferido. Todo lo que el sapa inca tocaba se guardaba con extremo cuidado y se quemaba un día determinado del año. En su presencia el súbdito debía inclinarse llevando un peso sobre su espalda, en señal de sumisión. Nadie podía mirarlo a los ojos, alzar la cabeza o hablarle sin permiso. La gente común no podía pronunciar su nombre como el de cualquiera. Cuando pasaba por un pueblo la gente iba a las montañas y desde ahí le ofrecían coca, frutos y otros regalos. Si no tenían nada, se arrancaban las pestañas y las arrojaban en dirección al monarca.
Al morir, el cadáver del monarca era considerado sagrado, su funeral podía ir acompañado por sacrificios de algunas esposas, sirvientes y sobre todo llamas, las marrones para honrar a Viracocha y las blancas para Inti. Su cuerpo se convertía en un mallqui o momia. Para cuidar y reverenciar a esa momia sus descendientes se constituían en una panaca, un verdadero grupo de poder poseedor de tierras, siervos y palacios, y que decían poder comunicarse con el difunto a través de un servidor especializado, para decirle al presente sapa inca sus opiniones y mandatos sobre la política imperial. Eran la élite imperial y monopolizaban los sacerdocios, jefes militares de alto rango y principales administradores. Eran apodados colectivamente collana y sus sirvientes payan (y los no incas cayao). Cuando Huayna Cápac murió en el norte del imperio, fue embalsamado y llevado en andas al Cuzco bien vestido, armado y con su topayauri, llegando a la capital en una gran fiesta. El peor insulto para ellos era destruir a la momia que servían, algo que hizo Atahualpa al conquistar Cuzco, permitiendo a sus soldados quemar la momia de Túpac Yupanqui.

## Lista de incas

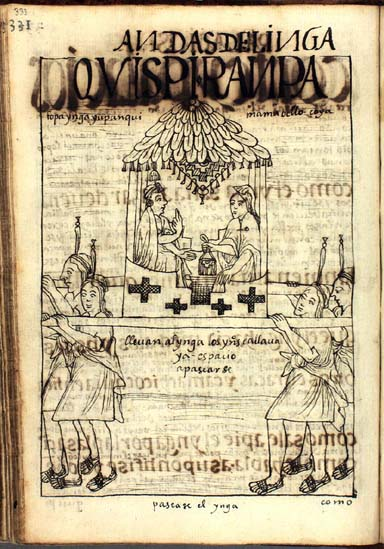
Andas del inga: Túpac Yupanqui y la coya Mama Ocllo sentados en su trono o ushnu, de Felipe Guamán Poma de Ayala, en Primer nueva corónica y buen gobierno.

La lista oficial de soberanos incaicos fue escrita por cronistas coloniales, y es denominada capaccuna (en quechua: qhapaqkuna). Este término es la forma de plural, con el pluralizador -kuna, de la raíz qhapaq (escrito antes como <cápac>), traducible como 'señor o poderoso'. Tal lista es aceptada por los historiadores contemporáneos, aunque muchos señalan que probablemente varios fueron borrados de esta historia oficial. Es posible que fuera una diarquía, con un emperador principal compartiendo el poder con su hermano o hijo de mayor confianza, ya que estos eran los primeros en la línea sucesoria en los primeros tiempos. De ahí que muchos gobernantes fueran olvidados. Este sistema binario era costumbre entre los pueblos andinos y entre los cuzqueños. El primer indicio surge con Manco Cápac y Ayar Auca. También, si un inca llegaba al trono a temprana edad, como sucedió con Mayta Cápac, se nombraban dos regentes entre los familiares más cercanos hasta que llegase a la mayoría de edad.

### Hurin y Hanan Cusco
Estaban agrupados en Hurin Cuzco 'bajo Cuzco', y Hanan Cuzco 'alto Cuzco'. La capital incaica estaba dividida en esas dos mitades separadas por el camino Antisuyo y que las poblaban parcialidades que se disputaban el poder político. Los primeros gobernantes eran Hurin, pero acorde al cronista Martín de Murúa, cuando el inca Cápac Yupanqui murió, aparentemente envenenado por su concubina Cusi Chimbo, hija del sinchi o 'señor' de Ayarmaca, que llegó a ser su segunda esposa. El momento fue aprovechado por los conspiradores encabezados por Inca Roca, que atacaron el palacio de Inticancha, depusieron a los Hurin e instalaron a los Hanan como monarcas. Finalmente, se llegaría a un equilibrio. Los Hurin conservaron el poder religioso, de propiedades y tesoros comparables al secular. Los asuntos políticos, cívicos, económicos, sociales y militares quedaron para los Hanan, pero esto no significa que entre ambos se formara una diarquía.

### Incas del Tahuantinsuyo
Según Juan de Betanzos, la «Capaccuna» estuvo conformada por Manco Cápac, Sinchi Roca, Lloque Yupanqui, Mayta Cápac, Cápac Yupanqui, Inca Roca, Yáhuar Huácac, Huiracocha Inca, Pachacuti Inca Yupanqui, Amaru Inca Yupanqui, Túpac Inca Yupanqui, Huayna Cápac, Huáscar y Atahualpa. Ha sido excluido Tarco Huamán, sucesor de Mayta Cápac, porque fue depuesto al poco tiempo por su primo Cápac Yupanqui. Este último era tan temido que el sinchi de Ayamarca le envió a su hija.
El derrocamiento de Tarco Huamán ocurrió en una época de intensas luchas palaciegas que volvieron a surgir a finales del reinado de Cápac Yupanqui, quien fue envenenado por una concubina, mientras que su heredero inicial, Quispe Yupanqui, también resultó asesinado. Para evitar nuevos enfrentamientos internos, Inca Roca inicio la costumbre de asociar al heredero designado, en su caso su hijo Yáhuar Huácac, al trono. Sin embargo, el reinado de este último también se vio sacudido por conspiraciones y motines que acabaron en su violenta muerte. Los principales nobles se reunieron y eligieron a Huiracocha Inca, quien asoció a su hijo Inca Urco al trono como corregente para evitar conflictos sucesorios, sin éxito. Otro método para disminuir las posibilidades de una lucha sucesoria fue el matrimonio del heredero con una mujer del linaje real (usualmente una media hermana o prima) para darle legitimidad.
Otro monarca excluido de la lista de Betanzos fue Inca Urco, hijo favorito de Huiracocha Inca, quien huyó con su padre cuando los chancas atacaron y cuando su hermano Cusi Yupanqui se hizo con el poder intentó reclamar sus derechos, siendo vencido y ejecutado. Amaru Inca Yupanqui o simplemente Inca Yupanqui, fue el heredero de Pachacútec. Según algunas fuentes llegó al trono pero su carácter débil y pacífico llevó a su derrocamiento y reemplazo por su hermano Túpac Inca Yupanqui. A pesar de eso, él fue siempre leal a su hermano. Según otras, fue cogobernante con su padre, pero su mal desempeño hizo que fuera relegado por su hermano menor. También se afirma que los nobles jamás aceptaron a Amaru y después de su proclamación lo depusieron por alguien más afín.

Expansión del Imperio incaico (1438-1527):
Pachacuti Inca Yupanqui (1438-1463)
Amaru Inca Yupanqui (1463-1471)
Túpac Inca Yupanqui (1471-1493)
Huayna Cápac (1493-1525)

Las leyes de sucesión fueron establecidas por Túpac Inca Yupanqui, mantenida por la «cápac aillu» (quechua: qhapaq ayllu), institución formada por sus descendientes. También estableció una ceremonia para la concesión del título de «auqui» (awki) a los jóvenes miembros de la familia real. Era el equivalente a príncipe y entre ellos el gobernante elegía a su heredero, que debía ser el hijo concebido con la esposa principal. Esta última era denominada «mama ocllo» (mama uqllu), mientras que una «coya» (quya) era una secundaria y una «chipa coya» (chipa quya) como concubina. Los nobles eran llamados «ñusti» (hombres) o «ñusta» (mujeres). Prácticamente todos los incas (miembros de la familia real) eran «auquis», los varones, o «coyas», las mujeres.
La poca antigüedad de la «cápac aillu» le impidió que pudiera imponerse a los reclamos de la «Tumipampa ayllu», familia rival formada por los descendientes de Huayna Cápac en el norte. Esta también sería una expresión de la creciente rivalidad entre la vieja capital imperial (Cuzco) y el nuevo centro de poder (Tumipampa). El último gran sapa inca, Huayna Cápac, nombró heredero a Ninan Cuyuchi, pero una epidemia de viruela mató a ese príncipe en Tumipampa pero antes que las noticias llegasen a su padre la enfermedad tomó su vida en Quito. El caos sucesorio llevó a la entronización de Huáscar. Entre tanto, otro hijo suyo, Atahualpa, ya era curaca en Quito. La desconfianza que sentía el uno por el otro llevó a la guerra civil incaica.
Después de ejecutar sumariamente a Atahualpa, Francisco Pizarro nombró a Túpac Hualpa nuevo sapa inca, lo que hacía más aceptable a los ojos indígenas la presencia española pero pronto fue asesinado. En 1533 Pizarro elegía a Manco Inca Yupanqui, otro hijo de Huayna Cápac, quien intentó colaborar con los europeos, pero ante sus exigencias se sublevó en 1536. Se produjo la batalla de Sacsayhuamán en la que fue vencido y forzado a escapar a la selva. Para reemplazarlo fue coronado su hermano, Paullu Inca, que fue un títere hasta su muerte en 1549, después de lo cual el incanato es oficialmente abolido. Manco Inca Yupanqui fundó un gobierno en el exilio, en Vilcabamba. Fue sucedido por sus hijos Sayri Túpac, Titu Cusi Yupanqui y Túpac Amaru I, uno tras otro, hasta la caída de Vilcabamba ante los españoles en 1572.
Durante las rebeliones indígenas coloniales algunos líderes se autoproclamaron Sapa Inca. Juan Santos, descendiente de Atahualpa, se proclamaba «Atahualpa Apu Inca» en 1742, catorce años después huye a la selva. José Gabriel Condorcanqui, descendiente del último hijo de Manco Inca, se proclamó «Túpac Amaru II» en 1780 y fue ejecutado en 1781, durante su rebelión.

## Cronología

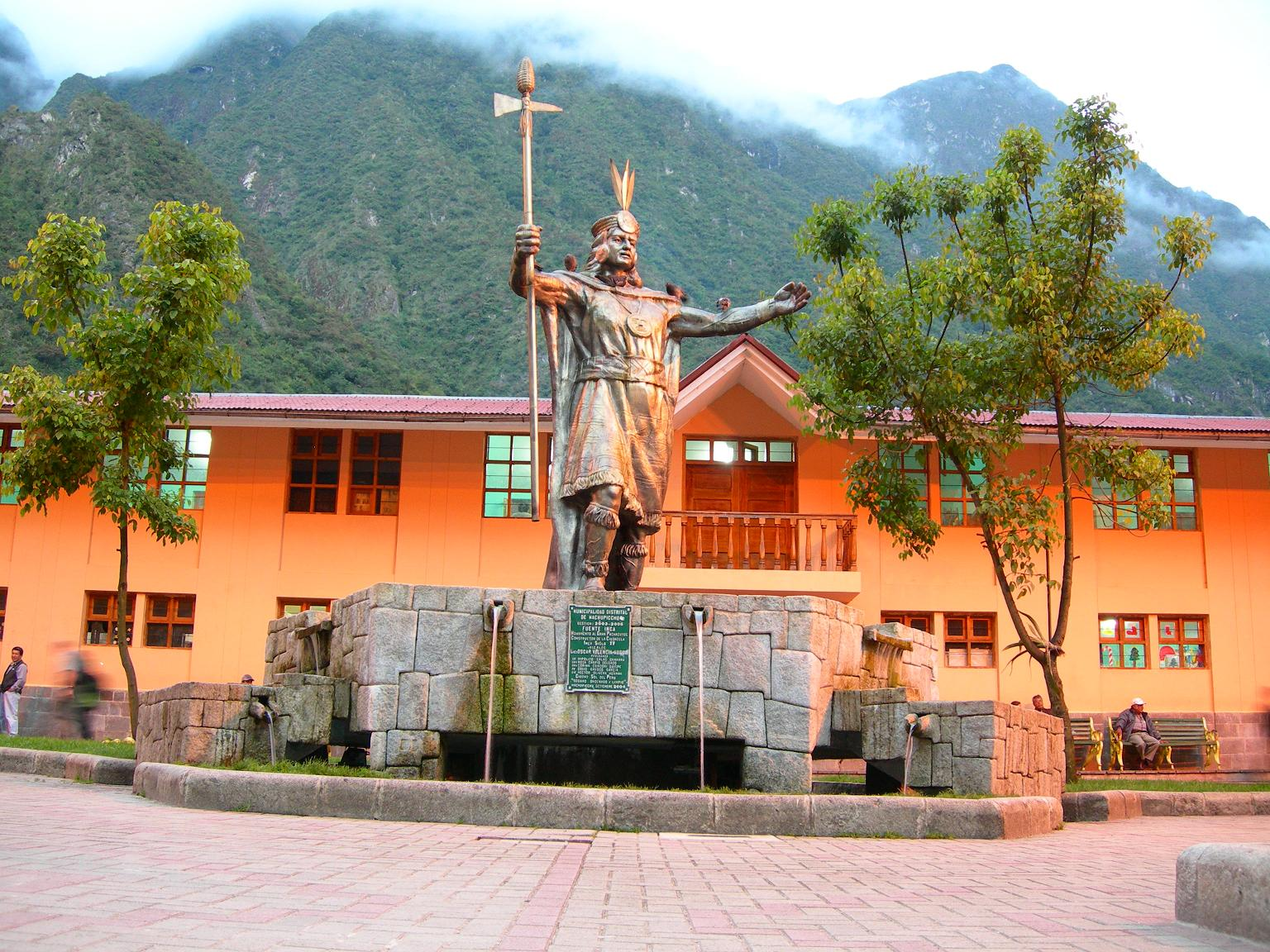
Estatua del emperador inca Pachacuti situada en la plaza principal de Aguas Calientes.

Desde los años 1980 ha mejorado bastante la estimación cronológica sobre los sapa incas, que como todo pueblo sin escritura, es inexacta y mezclada con leyendas. Las fechas más apoyadas actualmente se basan en investigaciones y comparaciones y son siempre aproximadas. Tres décadas antes, se había empezado a considerar que el incanato habría comenzado en torno a 1450. José Antonio del Busto en su Perú incaico estableció una distinción entre los incas legendarios e históricos aunque de forma poco clara. Federico Kauffmann Doig (Manual de arqueología peruana), Carl Grimberg (Historia Universal), Henry Pease García (Los Incas) y Geoffrey Barraclough (Atlas de la historia universal) estiman que el imperio duró menos de un siglo. Un período muy corto de tiempo para el nivel de expansión y desarrollo que consiguió el Tahuantinsuyo, lo que hace destacar aún más las reformas que realizó Pachacútec al asumir el poder. En cambio, el antropólogo peruano Luis Lumbreras se contradice, en algunos estudios señala que el incanato comenzó hacia 1430 pero en otros señala que duró 250 años hasta su conquista.
Todas las fechas anteriores a la llegada de los españoles son difíciles de calcular y defender porque los incas no registraban sistemáticamente el paso de los años. Incluso la datación de la muerte de Huayna Cápac, bastante cercana a la llegada de los españoles, es objeto de debate. Aunque algunos cronistas la fechan en algún punto entre 1523 y 1526, los datos de que ocurrió debido a una epidemia, posiblemente de viruela traída por los españoles, y que se estima el reinado de Huáscar en dos años y medio, permiten estimar que ocurrió después de 1527. Ese año Pizarro llegó por primera vez a Tumbes y debió pasar un período de tiempo antes de que la peste llegara a Tumipampa. Basado en estos datos, y que muchos cronistas mencionan que el inca se enteró de la llegada de los españoles, el historiador José de la Riva Agüero fechaba «la muerte de Huayna Cápaj a 1529, o en último caso a fines de 1528».
El arqueólogo estadounidense John Rowe toma como base las crónicas de Cabello Balboa, pero él mismo critica los años que el cronista da por resultar en reinados demasiado prolongados; su crónica es un «continuum mítico-histórico» y el curacazgo de Cuzco debe considerarse mayormente mítico. Posteriormente, comparó la crónica con datos arqueológicos. La fundación de Cuzco debió producirse en algún punto entre el 1200 y el 1300, siguiéndose un periodo de sapa incas míticos hasta Cápac Yupanqui, a partir de él los monarcas son de más probable existencia hasta Huiracocha y Pachacútec, que son los primeros históricos. De hecho, la primera fecha exacta que acepta Rowe es 1438, durante la invasión de los chancas y el derrocamiento de Huiracocha Inca por Pachacútec. Sin embargo, se niega a fechar la entronización del depuesto.
Tomando a Rowe (1944 y 1945) y la antropóloga Susan A. Niles (1987), Pachacútec reinó desde 1438 hasta 1471, cuando lo sucede Túpac Yupanqui, gobernante hasta morir en 1493. Su sucesor, Huayna Cápac, siguió al mando hasta 1528, dejando el gobierno a Huáscar, que fue depuesto por Atahualpa en 1532. Adicionalmente, se ha estimado que Túpac Yupanqui comenzó a cogobernar con su padre en 1463. Estos años han sido tomados por «años definitivos» por la mayoría de la literatura actual, lo que es criticable, pues el debate aún no se ha cerrado gracias a las nuevas tecnologías, como el fechado radiocarbónico.
Busto, historiador peruano, establece la fecha de fundación de Cuzco en 1285. El primer inca habría muerto en 1305, su sucesor es parte del «período legendario o curacal». En 1320 empieza el «período proto-histórico o monárquico» y que abarca del tercer al octavo reinado. Los Hanan se habrían hecho con el poder en 1370. En 1425 llega al poder Pachacútec, cogobierna con su hijo Amaru Yupanqui desde 1467. Túpac Yupanqui reina solo entre 1471 y 1488. Huayna Cápac quedó a cargo hasta su muerte en 1528.
La historiadora María Rostworowski afirma que Pachacútec reino por cuarenta años. Él se habría asociado a sus hijos Amaru Yupanqui y Túpac Yupanqui por cinco o seis y catorce o quince años respectivamente. Posteriormente, este último habría gobernado solo por diez más.
Elías Martinengui Suárez estimaba que Cuzco se fundó en el siglo XII, llegando al poder Pachacútec en 1438. Fue sucedido por Túpac Yupanqui en 1472 o 1474, quien gobernó sólo hasta 1476 o 1478, cuando murió y dejó el imperio a su hijo Huayna Cápac, un niño, por lo que necesitó una regencia, pasando a gobernar entre 1493 y 1528.

### Estimaciones de distintos autores
Cronología de la Historia de los Incas de Pedro Sarmiento de Gamboa, original de 1572. Actualmente las fechas de Sarmiento son duramente criticadas porque no coinciden con las evidencias arqueológicas, se salta grandes períodos de tiempo entre monarcas (usualmente considerados padre e hijo) y algunos reinados superan el centenar de años.
| Cronología según Gamboa |               |                      |             |
| Inca                    | Nacimiento    | Reinado              | Duración    |
| Manco Cápac             | 521           | c.565-656            | 100 años    |
| Sinchi Roca             | 548           | 656-675              | 19 años     |
| Lloque Yupanqui         | 654           | 675-786              | 111 años    |
| Mayta Cápac             | 778           | ¿786?-890            | ¿104 años?  |
| Cápac Yupanqui          | 876           | 891-985              | 89 años     |
| Inca Roca               | 985           | ¿?-1088              | Desconocida |
| Yahuar Huácac           | antes de 1069 | Después de 1088-1184 | 96 años     |
| Huiracocha Inca         | antes de 1166 | c.1184-1424          | Desconocida |
| Pachacútec              | 1400          | 1425-1471            | 46 años     |
| Túpac Inca Yupanqui     | 1173          | 1471-1488            | 17 años     |
| Huayna Cápac            | 1444          | 1489-1528            | 39 años     |
| Huáscar                 | 1493          | 1523-1532            | 9 años      |

Cronología basada en Felipe Guamán Poma de Ayala (1615), donde calcula la duración del reinado de cada inca con las fechas de muerte. Afirma que estos 12 monarcas reinaron por 1522 años, resultando en personajes que supuestamente vivieron varios siglos, lo que vuelve irreal a su cronología. También calculó la edad alcanzada por sus coyas (esposas) al morir.
| Cronología según Guamán Poma de Ayala |          |               |                        |            |
| Inca                                  | Duración | Año de muerte | Coya                   | Edad       |
| Manco Capac                           | 160      | s/i           | Mama Uaco              | 200        |
| Cinchi Roca                           | 155      | 315           | Chinbo Urma            | 80         |
| Lloque Yupanqui                       | 130      | 445           | Mama Cora Ocllo        | 120        |
| Mayta Capac                           | 120      | 565           | Chinbo Mama Yachi Urma | 45         |
| Capac Yupanqui                        | 140      | 705           | Chinbo Mama Caua       | Pocos años |
| Inga Roca                             | 154      | 859           | Cusi Chinbo Mama Micay | 120        |
| Yauar Uacac                           | 139      | 998           | Ipa Uaco Mama Machi    | 84         |
| Viracocha                             | 124      | 1122          | Mama Yunto Cayan       | 58         |
| Pachacuti                             | 88       | 1210          | Mama Ana Uarque        | 80         |
| Topa Inga Yupanqui                    | 200      | 1410          | Mama Ocllo             | 115        |
| Guayna Capac                          | s/i      | 1496          | Raua Ocllo             | 90         |
| Guascar Inga                          | 25       | 1522          | Chuqui Llanto          | 59         |

Cronología basada en las obras Suma y Narración de los Incas de Juan de Betanzos (1551) y El Señorío de los Incas de Pedro Cieza de León (1880).
| Cronología según Betanzos y Cieza de León |           |          |
| Inca                                      | Reinado   | Duración |
| Manco Cápac                               | 1240-1260 | 20 años  |
| Sinchi Roca                               | 1260-1280 | 20 años  |
| Lloque Yupanqui                           | 1280-1300 | 20 años  |
| Mayta Cápac                               | 1300-1320 | 20 años  |
| Cápac Yupanqui                            | 1320-1340 | 20 años  |
| Inca Roca                                 | 1340-1360 | 20 años  |
| Yáhuar Huácac                             | 1360-1380 | 20 años  |
| Huiracocha                                | 1380-1400 | 20 años  |
| Pachacutec Yupanqui                       | 1400-1440 | 40 años  |
| Túpac Yupanqui                            | 1440-1480 | 40 años  |
| Huayna Cápac                              | 1480-1523 | 43 años  |
| Inti Cusi Hualpa                          | 1523-1532 | 9 años   |

Cronología acorde a la Miscelánea antártica de Miguel Cabello Balboa, original de 1586. Es muy criticada por lo largo de varios reinados y que no coincide con los estudios arqueológicos. Incluye la corrección de Howland Rowe (y aceptada por Kauffman Doig, Ann Kendall, Alden Mason y Robert Deviller).
| Cronología según Cabello Balboa y corrección de Rowe |            |          |            |
| Inca                                                 | Reinado    | Duración | Corrección |
| Manco Cápac                                          | c.945-1006 | 61 años  | 1200-1230  |
| Sinchi Roca                                          | 1006-1083  | 77 años  | 1230-1260  |
| Lloque Yupanqui                                      | 1083-1161  | 78 años  | 1260-1300  |
| Mayta Cápac                                          | 1161-1226  | 65 años  | 1300-1320  |
| Cápac Yupanqui                                       | 1226-1306  | 80 años  | 1320-1350  |
| Inca Roca                                            | 1306-1356  | 50 años  | 1350-1380  |
| Yahuar Huácac                                        | 1356-1386  | 30 años  | 1380-1410  |
| Viracocha                                            | 1386-1438  | 52 años  | 1410-1438  |
| Pachacútec                                           | 1438-1473  | 35 años  | 1438-1471  |
| Túpac Yupanqui                                       | 1473-1493  | 20 años  | 1471-1493  |
| Huayna Cápac                                         | 1493-1525  | 32 años  | 1493-1528  |
| Huáscar                                              | 1525-1532  | 7 años   | 1528-1532  |
| Atahualpa                                            | 1532-1533  | 1 año    | 1532-1533  |

Cronología según la Historia del Reino de Quito en la América Meridional de Juan de Velasco. Obra de cinco tomos publicados entre 1790 y 1792. Nombres de monarcas según el autor. Son cuestionadas actualmente porque no coinciden con estudios arqueológicos y fechas de eventos tradicionalmente aceptadas.
| Cronología según Velasco |           |                 |
| Inca                     | Reinado   | Duración        |
| Manco Cápac              | 1021-1062 | 40 años         |
| Sinchi-Roca              | 1062-1091 | 30 años         |
| Lloque Yupanqui          | 1091-1126 | 35 años         |
| Mayta Cápac              | 1126-1156 | 30 años         |
| Cápac Yupanqui           | 1156-1197 | 41 años         |
| Inca Roca                | 1197-1249 | 51 años         |
| Yahuar Huáca             | 1249-1289 | 40 años         |
| Huiracocha               | 1289-1340 | 51 años         |
| Inca-Urco                | 1340      | 11 días         |
| Pachacútec Inca Yupanqui | 1340-1400 | 60 años         |
| Amaru Inca Yupanqui      | 1400-1439 | 39 años         |
| Tupac Inca Yupanqui      | 1439-1475 | 36 años         |
| Huayna Cápac             | 1475-1525 | 50 años         |
| Huáscar                  | 1526-1532 | 7 años          |
| Atahualpa                | 1532-1533 | 1 año y 4 meses |
| Mancocápac II            | 1533-1553 | 20 años         |
| Sayri-Túpac              | 1553-1559 | 7 años          |
| Cusitito-Yupanqui        | 1563-1569 | 6 años          |
| Túpac-Amaru              | 1569-1571 | 3 años          |

La cronología acorde a los estudios del antropólogo peruano Manuel González de la Rosa.
| Cronología según González de la Rosa |           |          |
| Inca                                 | Reinado   | Duración |
| Sinchi Roca                          | 1131-1197 | 46 años  |
| Lloque Yupanqui                      | 1197-1246 | 49 años  |
| Mayta Cápac                          | 1246-1276 | 30 años  |
| Cápac Yupanqui                       | 1276-1321 | 45 años  |
| Inca Roca                            | 1321-1348 | 27 años  |
| Yahuar Huácac                        | 1348-1370 | 22 años  |
| Huiracocha                           | 1370-1425 | 55 años  |
| Pachacútec                           | 1425-1478 | 53 años  |
| Túpac Yupanqui                       | 1478-1488 | 10 años  |
| Huayna Cápac                         | 1488-1525 | 37 años  |

Cronología de los yungas (también llamados yncas o ingas) acorde al polímata Constantine Samuel Rafinesque (nombres según el autor). También calculó las fechas de los principales acontecimientos.
| Cronología según Rafinesque |           |             |                           |                        |
| Inca                        | Reinado   | Duración    | Cónyuge                   | Panaca                 |
| Guanacure                   | c.1080    | Desconocida | Ragua                     | Desconocida            |
| Aranaca                     | c.1090    | Desconocida | Cona                      | Desconocida            |
| Manco I                     | 1100-1137 | 37 años     | Oello (Colo)              | Chima                  |
| Sinchi Roca                 | 1137-1167 | 30 años     | Achiola (Cora)            | Raura                  |
| Yupanqui I                  | 1167-1197 | 30 años     | Cava                      | Huaynana               |
| Mayta Capac                 | 1197-1227 | 30 años     | Cuca                      | Uscamayta              |
| Yupanqui II                 | 1227-1257 | 30 años     | Cury Ilpay                | Aumayta                |
| Yupanqui III                | 1257-1305 | 48 años     | Micay                     | Vicaquirau (Vizaquimo) |
| Yupanqui IV                 | 1305-1315 | 10 años     | Chiquia                   | Aylli                  |
| Huiracocha                  | 1315-1372 | 57 años     | Runtu                     | Cozco                  |
| Urco                        | 1372-1375 | 3 años      |                           |                        |
| Manco II                    | 1375-1425 | 50 años     | Huarca                    | Incapanaca             |
| Yupanqui V                  | 1425-1450 | 25 años     | Chimpu                    | Incapanaca II          |
| Yupanqui VI                 | 1450-1481 | 31 años     | Ocllo                     | Capac                  |
| Huayna Capac                | 1481-1523 | 42 años     | Pileu, Riva, Runtu y Toto | Tumipampa              |
| Huáscar                     | 1523-1526 | 3 años      | Desconocida               | Exterminada            |
| Atahualpa                   | 1526-1533 | 7 años      |                           |                        |

Cronología según O imperio dos incas: no Perú e no Mexico del brasileño Domingos Jaguaribe en 1927 (nombres según el autor).
| Cronología según Jaguaribe |           |          |
| Inca                       | Reinado   | Duración |
| Manco Capac                | 1118-1147 | 29 años  |
| Sinchi Roca                | 1147-1178 | 31 años  |
| Lloque-Iupanqui-Capac      | 1178-1215 | 37 años  |
| Mayta Capac                | 1215-1256 | 41 años  |
| Capac Yupanqui             | 1256-1296 | 40 años  |
| Yahuar Huacac              | 1296-1337 | 41 años  |
| Inca Roca                  | 1337-1370 | 33 años  |
| Viracocha-Inca             | 1370-1410 | 40 años  |
| Pachacútec Inca Yupanqui   | 1410-1450 | 40 años  |
| Amaru Inca Yupanqui        | 1450-1480 | 30 años  |
| Tupac Inca Yupanqui        | 1480-1496 | 16 años  |
| Huayna-Capac               | 1496-1515 | 19 años  |
| Inti-Hualpa                | 1510-1519 | 9 años   |

Cronología de la Historia del Perú según el jesuita Santos García Ortiz.
| Cronología según García Ortiz |             |           |
| Inca                          | Reinado     | Duración  |
| Manco Cápac                   | ¿1150?-1178 | ¿28 años? |
| Sinchi Roca                   | 1178-1197   | 19 años   |
| Lloque Yupanqui               | 1197-1246   | 49 años   |
| Mayta Cápac                   | 1246-1276   | 30 años   |
| Cápac Yupanqui                | 1276-1321   | 45 años   |
| Inca Roca                     | 1321-1348   | 21 años   |
| Yahuar Huácac                 | 1348-1370   | 22 años   |
| Huiracocha                    | 1370-1420   | 50 años   |
| Pachacútec Inca Yupanqui      | 1420-1477   | 57 años   |
| Amaru Inca Yupanqui           | 1478        | 1 año     |
| Túpac Inca Yupanqui           | 1478-1488   | 10 años   |
| Huayna Cápac                  | 1488-1525   | 37 años   |
| Huáscar                       | 1525-1532   | 7 años    |
| Atahualpa                     | 1525-1533   | 8 años    |

Cronología acorde al historiador peruano José A. Mendoza del Solar en su La evolución social y política en el antiguo Perú (1920).
| Cronología según García Ortiz |       |           |          |      |                       |                    |
| Inca                          | Nació | Reinado   | Duración | Edad | Ccoya                 | Ayllu              |
| Manco Ccapac                  | s/i   | s/i       | s/i      | s/i  | Mama Ocllo Huaco      | Chima Panaca       |
| Sinchi Roca                   | s/i   | s/i       | s/i      | s/i  | Mama Coca             | Rarahua Panaca     |
| Ccapac Yupanqui               | s/i   | s/i       | s/i      | s/i  | Mama Curiyllpay Cahua | Apumayta           |
| Lloque Yupanqui               | s/i   | s/i       | s/i      | s/i  | Mama Cahua Pata       | Uscamayta          |
| Tarco Huaman                  | s/i   | s/i       | s/i      | s/i  | s/i                   | s/i                |
| Inca Roca                     | 1248  | 1278-1328 | 50 años  | 80   | Mama Micay Coca       | Huiccaquirau       |
| Yáhuar Huácac                 | 1305  | 1328-1350 | 22 años  | 47   | Mama Choque Chicchay  | Auca Ayllu Panaca  |
| Huiracocha                    | 1330  | 1350-1420 | 70 años  | 90   | Mama Runtu            | Socco Ayllu Panaca |
| Pachacutec                    | 1398  | 1420-1472 | 52 años  | 74   | Mama Anahuarque       | Inca Ayllu Panaca  |
| Amaru Tupac                   | s/i   | s/i       | s/i      | s/i  | s/i                   | s/i                |
| Inca Yupanqui                 | 1424  | 1459-1464 | 5 años   | 40   | Mama Curi Ocllo       | Cuzco Ayllu Panaca |
| Tupac Yupanqui                | 1438  | 1464-1488 | 24 años  | 50   | Mama Ocllo            | Ccapac Ayllu       |
| Huayna Ccapac                 | 1470  | 1488-1525 | 37 años  | 55   | Mama Rahua Ocllo      | Tumipampa Ayllu    |
| Huáscar                       | 1492  | 1525-1532 | 7 años   | 40   | s/i                   | s/i                |
| Atahualpa                     | 1498  | 1525-1533 | 8 años   | 36   | s/i                   | s/i                |